# Shareaza
Shareaza是一个自由开源的P2P文件共享软件，支持Gnutella、Gnutella2（由Shareaza开发者为其原创）、eDonkey、BitTorrent、FTP、HTTP网络协议，可使用Magnet链接、eD2k链接、Piolet链接以及现在不再建议使用的Gnutella链接。另外，Shareaza还支持30种语言界面。
Shareaza最初由迈克尔·斯托克斯（Michael Stokes）开发。2004年6月1日，Shareaza2.0与其源代码一同发布。Shareaza遵循GNU通用公共许可证协议，因而是一款自由软件。现在Shareaza由一群程序员志愿者开发维护。

## 功能
Shareaza主要功能有：
- 可连接多个网络、多重来源。

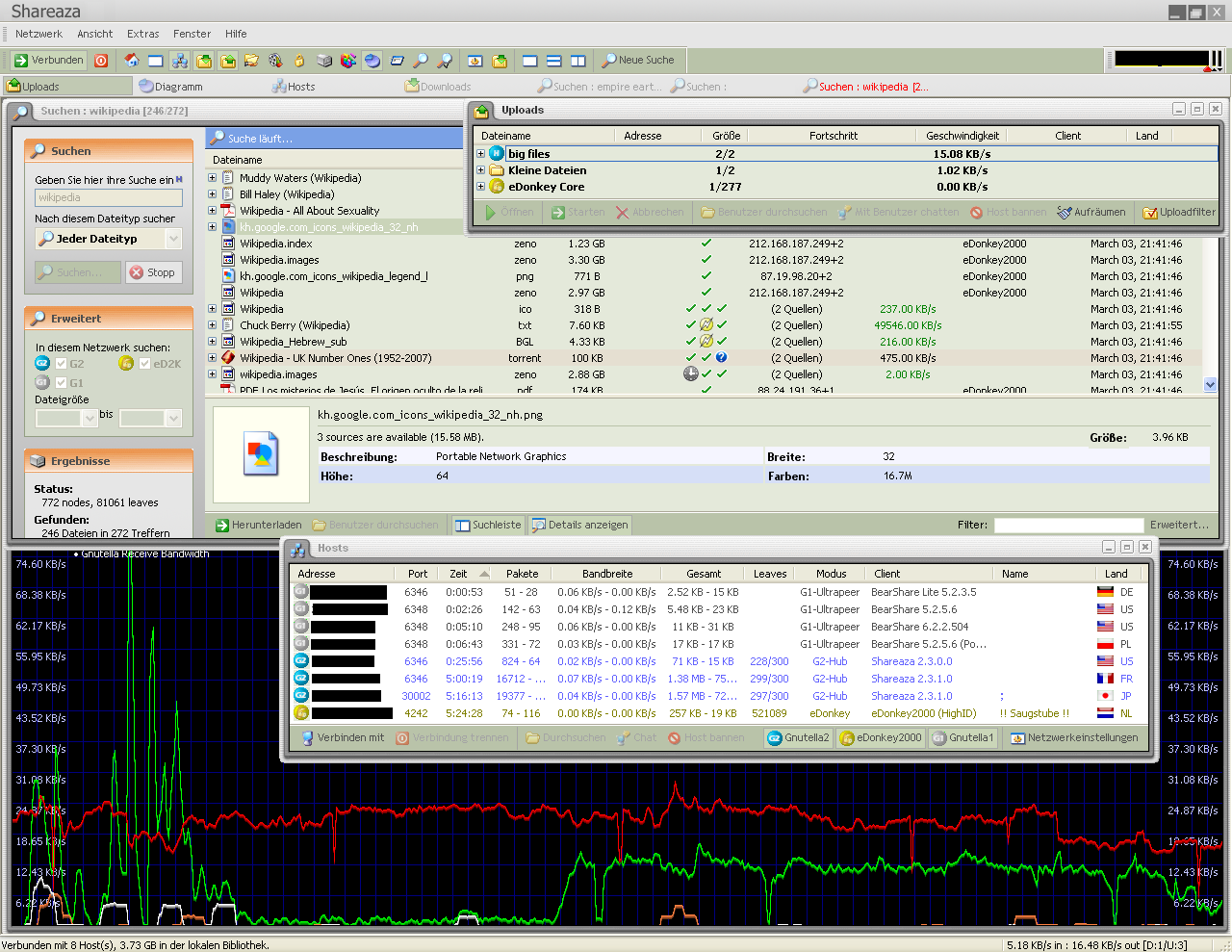
Shareaza中打开多个窗口。图片上可以看到搜索窗口，带宽统计图窗口，上传队列窗口（右上角）和Host窗口（中间）。Host窗口显示了4个Gnutella、3个Gnutella2和1个eD2k服务器连接。

- 在下載完成前能够通过Hash来自動偵測，並修復損壞部分。
- 在整個Gnutella2網路上搜尋。且有多重搜尋結果標籤。
- 下載預覽播放、使用者意見、評分。
- 自定义皮肤外观样式，以及3个用户模式。
- 30种语言支持。
- 可使用插件模组扩充其功能。
- IRC聊天、傳送訊息。
- 安全性黑名單，可過濾惡意IP與客戶端。

## 历史

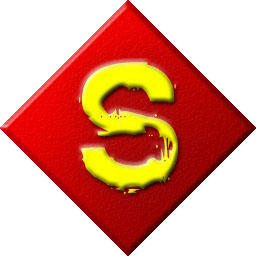
Shareaza第一版的Logo

在2002年年中，迈克尔·斯托克斯发布了一个新版Gnutella客户端，他将之命名为Shareaza。在后来的两年内，斯托克斯又为Shareaza增加了一些网络的支持，包括：eDonkey网络、BitTorrent，此外还有一个斯托克斯基于Gnutella重写的协议，他称之为Gnutella2。
2004年6月1日斯托克斯发布了Shareaza第2版的源代码，并声明遵循GNU通用公共许可证（GPL）协议，从而使之成为了一款开源免费的自由软件。GPL协议将对所有Shareaza第2版生效。
从一开始，Shareaza就声称“完全免费，无广告，无间谍软件，不会引导你升级到商业版本”，之后其一直使用相同或类似的标语。
软件最原始版本拥有Swarming、Metadata、库管理（library management）、自动Hash和其他许多特色功能。这些功能都沿用了下来并得到了扩展与改良。

### 域名丢失
2007年12月19日，Shareaza原官方网站域名shareaza.com被重定向到了一个与真正官方Shareaza不相关的网站，该网站自称官方Shareaza，提供了一个名为“Shareaza V4”的客户端下载（目前为6.1），该客户端是在iMesh基础上仅修改了少许图形界面而成的，它无法连接到任何开放的P2P网络，而且对分享的内容有着有很大的限制，它也向用户提供有数字版权管理保护的音乐。由于官方Shareaza开发团队无法获得此shareaza.com域名，只得将真正官方主页建立在了SourceForge上。
从2008年1月1日开始，该域名的持有者、与美國唱片業協會（RIAA）关系密切的一家塞浦路斯公司，Discordia有限公司利用了官方原版Shareaza 2.3.1.0以前版本的缺陷。公司建议用户从开源的官方Shareaza“更新”至公司的Shareaza V4。官方Shareaza 2.3.1.0修复了问题。2008年1月3日发布的2.3.1.0也是最后一个支持Windows 9x的Shareaza官方版本。
使用了SiteAdvisor的Yahoo在过滤搜索结果时将shareaza.com过滤，因为SiteAdvisor将其列入了不安全网站。其他一些网站评分服务，像Web of Trust（WOT）也将shareaza.com列入了危险网站。

### 商标注册企图
2008年1月10日，shareaza.com的新拥有者Discordia有限公司申请注册Shareaza的商标名称，试图阻止官方原版Shareaza开发者使用此名称。他们声称Shareaza名称首次使用是在2007年12月17日。最后，原版官方Shareaza开发团队获得了Shareaza的合法代表权，并设立了一个法律保护基金。

### pantheraproject.net站点丢失
丢失shareaza.com域名之后，官方Shareaza项目一度被放在了pantheraproject.net，Shareaza社区人员在那里重建、维护网站。2009年6月11日，pantheraproject.net域名遭到了威廉·希尔兹·埃尔文（William Shields Erwin）的破坏，他是社区论坛的管理员，网名为Rhythm。他更改了网站的内容，模仿成了公司拥有的Shareaza.com网站样式。埃尔文还试图破坏SourceForge上的Shareaza项目，但SourceForge的工作人员很快将其恢复，并将埃尔文的账号禁止。2009年6月15日，论坛恢复。但pantheraproject.net已不再是有关官方Shareaza的内容。

## Shareaza与Linux
正在开发当中的Sharelin基于Shareaza制作，可在Linux上运行。Sharelin是由Shareaza的一名开发者制作的，在SourceForge上有项目页。
也可通过Wine来运行Shareaza。但是媒体播放器将无法正常运行，上传下载功能也可能会有缺陷。

## 使用
新版Shareaza 2.4能在Windows 2000、2003、XP、Vista下运行。Windows 98、Me、NT用户则最好继续使用Shareaza 2.3.1.0。